# جائزة ألمانيا الكبرى 1991
جائزة ألمانيا الكبرى 1991 هو سباق فورمولا 1 أقيم بتاريخ 28 يوليو 1991 في حلبة هوكنهايم، بادن-فورتمبيرغ، ألمانيا. كان التاسع من أصل 16 في بطولة العالم لسباقات الفورمولا واحد موسم 1991. حلّ البريطاني نايجل مانسيل أولا بينما جاء الإيطالي ريكاردو باتريس في المركز الثاني وحصل على المركز الثالث الفرنسي جان إليزي.